# El Terrero, Chicontepec
El Terrero är en ort i Mexiko.   Den ligger i kommunen Chicontepec och delstaten Veracruz, i den sydöstra delen av landet, 190 km nordost om huvudstaden Mexico City. El Terrero ligger 301 meter över havet och antalet invånare är 298.
Terrängen runt El Terrero är kuperad, och sluttar norrut. Runt El Terrero är det ganska tätbefolkat, med 56 invånare per kvadratkilometer. Närmaste större samhälle är Xochiatipan de Castillo, 16,5 km sydväst om El Terrero. Trakten runt El Terrero består till största delen av jordbruksmark.